# St. Valentin
St. Valentin (neboli Sankt Valentin, „Svatý Valentin“) je město v Rakousku, nejzápadnější město Dolních Rakous. Nachází se v okrese Amstetten na řece Erla, v sousedství hornorakouské Enže, asi 20 km jihovýchodně od Lince. Je zde významný železniční uzel, z hlavní tratě a rychlodráhy mezi Lincem a Vídní zde odbočuje celostátní trať směr Štýr a Leoben a místní trať přes Dunaj do Pergu a Greinu.
Místo bylo zřejmě osídleno už v římských dobách, první písemná zmínka je z roku 1050. Název nepochází od populárního Svatého Valentina, ale od Valentina z Raetie, prvního známého biskupa pasovského.